# Iryna Khokhlova
Iryna Khokhlova (Amvrosiivka, 29 de enero de 1990) es una atleta de pentatlón moderno ucraniana-argentina.

## Carrera

### Representando a Ucrania
Khokhlova obtuvo la medalla de plata en la categoría individual femenino del Campeonato Europeo de Pentatlón Moderno de 2012, lo que le permitió clasificar a los Juegos Olímpicos de Londres 2012. En esa oportunidad culminó en el décimo lugar.
Formó parte del equipo ucraniano que consiguió la medalla de plata en el Campeonato Europeo de Pentatlón Moderno de 2013 y del que obtuvo la medalla de bronce en el Campeonato Mundial de Pentatlón Moderno de 2013 (junto con Ganna Buriak y Viktoriya Tereshchuk obtuvo en ese mismo certamen la medalla de oro en la categoría relevo femenino). 

### Representando a Argentina
Se radicó en Argentina en 2014, cuando se casó con el atleta también pentatleta Emmanuel Zapata.
Desde su nacionalización, compite por Argentina. Obtuvo la medalla de bronce en el Campeonato Sudamericano de Pentatlón Moderno de 2015 en Resende y la medalla de plata en el Campeonato Panamericano de Pentatlón Moderno de 2015 en Buenos Aires. 
Integró la delegación que participó en los Juegos Olímpicos de Río de Janeiro 2016.